# Calcio Catania 1968-1969
Questa pagina raccoglie le informazioni riguardanti il Calcio Catania nelle competizioni ufficiali della stagione 1968-1969.

## Stagione
La stagione 1968-1969 sarà l'ultima con al vertice Ignazio Marcoccio, il nuovo allenatore è Egizio Rubino. La missione del nuovo mister è delle più difficili dovendo plasmare la squadra più giovane del torneo di Serie B. Dal calciomercato si segnalano le partenze di Fara, Vitali e Montanari, mentre si punta a tutto spiano sulla linea verde, sbarcano in Sicilia, Bernardis, Carrera, Cherubini, Limena, Rrggiani, Zanon e Zaccarelli, cui si aggiunge la punta Cavazzoni dalla Casertana, che con i suoi 28 anni è il "vecio" della squadra, tocca a lui l'ingrato compito di portare sulle spalle il peso dell'attacco. In Coppa Italia, nel torneo a quattro si ottengono due pareggi ed una sconfitta a Napoli. Il campionato di Serie B si è portato a termine senza troppi patemi, senza gli entusiasmi di cui ci si appassionava fino a pochi anni prima, coi capannelli davanti al Giardino Bellini. Con 35 punti si arriva in gruppo a centro classifica, quattro sopra la zona pericolo. Si chiude il torneo perdendo in casa contro il Como, a fine partita un tifosissimo imprenditore, già in passato venuto in soccorso del Catania, viene portato in trionfo dai tifosi nell'antistadio di piazza Spedini, ed è Angelo Massimino, sta per iniziare un nuovo ciclo, si è impegnato a rilevare la società.

## Rosa
| N. |                   | Ruolo | Calciatore          |
| -- | ----------------- | ----- | ------------------- |
|    | Italia (bandiera) | C     | Giorgio Bernardis   |
|    | Italia (bandiera) | D     | Luciano Buzzacchera |
|    | Italia (bandiera) | D     | Paolo Carosi        |
|    | Italia (bandiera) | C     | Franco Carrera      |
|    | Italia (bandiera) | A     | Maurizio Cavazzoni  |
|    | Italia (bandiera) | C     | Massimo Cherubini   |
|    | Italia (bandiera) | P     | Luigi Criscuolo     |
|    | Italia (bandiera) | C     | Giovanni Gavazzi    |
|    | Italia (bandiera) | A     | Giorgio Girol       |
|    | Italia (bandiera) | C     | Alberto Grossetti   |
|    | Italia (bandiera) | D     | Luciano Limena      |

| N. |                   | Ruolo | Calciatore          |
| -- | ----------------- | ----- | ------------------- |
|    | Italia (bandiera) | A     | Angelo Pereni       |
|    | Italia (bandiera) | D     | Adriano Polesello   |
|    | Italia (bandiera) | P     | Rino Rado           |
|    | Italia (bandiera) | D     | Sergio Reggiani     |
|    | Italia (bandiera) | D     | Umberto Strucchi    |
|    | Italia (bandiera) | C     | Gianfranco Trombini |
|    | Italia (bandiera) | C     | Mauro Vaiani        |
|    | Italia (bandiera) | C     | Angelo Volpato      |
|    | Italia (bandiera) | C     | Renato Zaccarelli   |
|    | Italia (bandiera) | C     | Silvio Zanon        |

## Risultati

### Serie B

#### Girone di andata
| Arbitro: | Bravi (Roma) |

|                               |           |                             |
| Vaiani 36’ (aut.) Corradi 76’ | Marcatori | 24’ Cherubini 31’ Cavazzoni |

| Perugia 6 ottobre 1968 2ª giornata | Perugia           | 0 – 0 | Catania | Stadio Santa Giuliana\| Arbitro: \| D'Agostini (Roma) \| |
| Arbitro:                           | D'Agostini (Roma) |       |         |                                                          |

| Catania 13 ottobre 1968 3ª giornata | Catania            | 0 – 0 | Foggia & Incedit | Stadio Cibali\| Arbitro: \| Michelotti (Parma) \| |
| Arbitro:                            | Michelotti (Parma) |       |                  |                                                   |

| Arbitro: | Lattanzi (Roma) |

|  |           |             |
|  | Marcatori | 4’ Trombini |

| Arbitro: | Acernese (Roma) |

|               |           |          |
| Cavazzoni 19’ | Marcatori | 85’ Enzo |

| Catania 10 novembre 1968 6ª giornata | Catania              | 0 – 0 | Ternana | Stadio Cibali\| Arbitro: \| Gialluisi (Barletta) \| |
| Arbitro:                             | Gialluisi (Barletta) |       |         |                                                     |

| Arbitro: | Giunti (Arezzo) |

|                                 |           |  |
| Mascheroni 31’ Morelli 35’, 53’ | Marcatori |  |

| Arbitro: | Lattanzi (Roma) |

|           |           |  |
| Canzi 62’ | Marcatori |  |

| Catania 1º dicembre 1968 9ª giornata | Catania          | 0 – 0 | Modena | Stadio Cibali\| Arbitro: \| Levrero (Genova) \| |
| Arbitro:                             | Levrero (Genova) |       |        |                                                 |

| Arbitro: | Branzoni (Pavia) |

|             |           |  |
| Trombini 3’ | Marcatori |  |

| Reggio Emilia 15 dicembre 1968 11ª giornata | Reggiana            | 0 – 0 | Catania | Stadio Mirabello\| Arbitro: \| Mascali (Desenzano) \| |
| Arbitro:                                    | Mascali (Desenzano) |       |         |                                                       |

| Arbitro: | Torelli (Milano) |

|           |           |  |
| Facco 72’ | Marcatori |  |

| Arbitro: | Di Tonno (Lecce) |

|              |           |  |
| Trombini 43’ | Marcatori |  |

| Padova 5 gennaio 1969 14ª giornata | Padova            | 0 – 0 | Catania | Stadio Silvio Appiani\| Arbitro: \| Vacchini (Milano) \| |
| Arbitro:                           | Vacchini (Milano) |       |         |                                                          |

| Arbitro: | Lattanzi (Roma) |

|               |           |  |
| Cavazzoni 75’ | Marcatori |  |

| Arbitro: | Michelotti (Parma) |

|                         |           |                           |
| Carrera 25’, 79’ (rig.) | Marcatori | 56’ Lombardo 83’ Vallongo |

| Arbitro: | Serafino (Roma) |

|                                   |           |  |
| Strada 63’ Perego 73’ Achilli 85’ | Marcatori |  |

| Catania 2 febbraio 1969 18ª giornata | Catania            | 0 – 0 | Bari | Stadio Cibali\| Arbitro: \| Carminati (Milano) \| |
| Arbitro:                             | Carminati (Milano) |       |      |                                                   |

| Arbitro: | Trinchieri (Reggio Emilia) |

|               |           |  |
| Trinchero 47’ | Marcatori |  |

#### Girone di ritorno
| Arbitro: | Bernardis (Latina) |

|               |           |  |
| Cavazzoni 19’ | Marcatori |  |

| Arbitro: | Possagno (Treviso) |

|                    |           |  |
| Carrera 22’ (rig.) | Marcatori |  |

| Arbitro: | Michelotti (Parma) |

|            |           |  |
| Vanzini 2’ | Marcatori |  |

| Arbitro: | Toselli (Cormons) |

|              |           |  |
| Trombini 78’ | Marcatori |  |

| Arbitro: | Giunti (Arezzo) |

|          |           |  |
| Enzo 57’ | Marcatori |  |

| Arbitro: | Gialluisi (Barletta) |

|                            |           |  |
| Sciarretta 58’ Marinai 72’ | Marcatori |  |

| Catania 30 marzo 1969 26ª giornata | Catania           | 0 – 0 | Genoa | Stadio Cibali\| Arbitro: \| Vacchini (Milano) \| |
| Arbitro:                           | Vacchini (Milano) |       |       |                                                  |

| Arbitro: | Barbaresco (Cormons) |

|              |           |               |
| Trombini 67’ | Marcatori | 72’ Gavinelli |

| Arbitro: | Mascali (Desenzano) |

|          |           |                      |
| Toro 51’ | Marcatori | 78’ (rig.) Grossetti |

| Livorno 27 aprile 1969 29ª giornata | Livorno          | 0 – 0 | Catania | Stadio Comunale\| Arbitro: \| Branzoni (Pavia) \| |
| Arbitro:                            | Branzoni (Pavia) |       |         |                                                   |

| Arbitro: | Panzino (Catanzaro) |

|                           |           |             |
| Volpato 47’ Cavazzoni 48’ | Marcatori | 87’ Picella |

| Arbitro: | Di Tonno (Lecce) |

|  |           |          |
|  | Marcatori | 8’ Facco |

| Arbitro: | Cantelli (Firenze) |

|          |           |  |
| Moro 39’ | Marcatori |  |

| Arbitro: | Trono (Torino) |

|                          |           |  |
| Cavazzoni 65’ Vaiani 83’ | Marcatori |  |

| Arbitro: | Genel (Trieste) |

|                                    |           |  |
| De Paoli 32’ (rig.) 89’ Simoni 72’ | Marcatori |  |

| Arbitro: | Caligaris (Alessandria) |

|  |           |             |
|  | Marcatori | 24’ Volpato |

| Catania 8 giugno 1969 36ª giornata | Catania         | 0 – 0 | Monza | Stadio Cibali\| Arbitro: \| Acernese (Roma) \| |
| Arbitro:                           | Acernese (Roma) |       |       |                                                |

| Arbitro: | De Marchi (Pordenone) |

|            |           |  |
| Tonoli 51’ | Marcatori |  |

| Arbitro: | Frasso (Capua) |

|  |           |               |
|  | Marcatori | 50’ Ballarini |

### Coppa Italia
| Arbitro: | Sbardella (Roma) |

|                                                        |           |                           |
| Nielsen 24’, 57’ Strucchi 50’ (aut.) Altafini 74’, 84’ | Marcatori | 33’ Cavazzoni 36’ Volpato |

| Arbitro: | Picasso (Chiavari) |

|                     |           |                 |
| Grossetti 1’ (rig.) | Marcatori | 28’ (rig.) Nova |

| Catania 22 settembre 1968 3ª giornata | Catania        | 0 – 0 | Catanzaro | Stadio Cibali\| Arbitro: \| Frasso (Capua) \| |
| Arbitro:                              | Frasso (Capua) |       |           |                                               |

## Statistiche

### Statistiche di squadra
| Competizione | Punti | In casa | In casa | In casa | In casa | In casa | In casa | In trasferta | In trasferta | In trasferta | In trasferta | In trasferta | In trasferta | Totale | Totale | Totale | Totale | Totale | Totale | DR  |
| Competizione | Punti | G       | V       | N       | P       | Gf      | Gs      | G            | V            | N            | P            | Gf           | Gs           | G      | V      | N      | P      | Gf     | Gs     | DR  |
| ------------ | ----- | ------- | ------- | ------- | ------- | ------- | ------- | ------------ | ------------ | ------------ | ------------ | ------------ | ------------ | ------ | ------ | ------ | ------ | ------ | ------ | --- |
| Serie B      | 35    | 19      | 8       | 9       | 2       | 14      | 7       | 19           | 2            | 6            | 11           | 5            | 21           | 38     | 10     | 15     | 13     | 19     | 28     | -9  |
| Coppa Italia | 2     | 2       | 0       | 2       | 0       | 1       | 1       | 1            | 0            | 0            | 1            | 2            | 5            | 3      | 0      | 2      | 1      | 3      | 6      | -3  |
| Totale       |       | 21      | 8       | 11      | 2       | 15      | 8       | 20           | 2            | 6            | 12           | 7            | 26           | 41     | 10     | 17     | 14     | 22     | 34     | -12 |

### Statistiche dei giocatori
| Giocatore      | Serie B  | Serie B | Coppa Italia | Coppa Italia | Totale   | Totale |
| Giocatore      | Presenze | Reti    | Presenze     | Reti         | Presenze | Reti   |
| -------------- | -------- | ------- | ------------ | ------------ | -------- | ------ |
| G. Bernardis   | 5        | 0       | 1            | 0            | 6        | 0      |
| L. Buzzacchera | 35       | 0       | 3            | 0            | 38       | 0      |
| P. Carosi      | 9        | 0       | -            | -            | 9        | 0      |
| F. Carrera     | 16       | 3       | 3            | 0            | 19       | 3      |
| M. Cavazzoni   | 30       | 6       | 3            | 1            | 33       | 7      |
| M. Cherubini   | 33       | 1       | 3            | 0            | 36       | 1      |
| L. Criscuolo   | 2        | -2      | 1            | 0            | 3        | -2     |
| G. Gavazzi     | 1        | 0       | 1            | 0            | 2        | 0      |
| G. Girol       | 27       | 0       | 3            | 0            | 30       | 0      |
| A. Grossetti   | 12       | 1       | 3            | 1            | 15       | 2      |
| L. Limena      | 31       | 0       | -            | -            | 31       | 0      |
| A. Pereni      | 37       | 0       | -            | -            | 37       | 0      |
| A. Polesello   | 3        | 0       | -            | -            | 3        | 0      |
| R. Rado        | 37       | -26     | 2            | -6           | 39       | -32    |
| S. Reggiani    | 13       | 0       | -            | -            | 13       | 0      |
| U. Strucchi    | 29       | 0       | 3            | 0            | 32       | 0      |
| G. Trombini    | 29       | 5       | -            | -            | 29       | 5      |
| M. Vaiani      | 34       | 1       | 3            | 0            | 37       | 1      |
| A. Volpato     | 29       | 2       | 2            | 1            | 31       | 3      |
| R. Zaccarelli  | 2        | 0       | -            | -            | 2        | 0      |
| S. Zanon       | 23       | 0       | 3            | 0            | 26       | 0      |